# For the Dead Travel Fast
| Recensione          | Giudizio |
| ------------------- | -------- |
| Metal Hammer Italia |          |
| Rock Hard           |          |

For the Dead Travel Fast è il quinto album in studio del gruppo musicale tedesco Kadavar, pubblicato l'11 ottobre 2019 dalla Nuclear Blast.

## Tracce
1. The End – 2:19
2. The Devil's Master – 5:07
3. Evil Forces – 4:43
4. Children of the Night – 5:59
5. Dancing with the Dead – 5:09
6. Poison – 5:25
7. Demons in My Mind – 4:44
8. Saturnales – 4:04
9. Lost Forgotten Song – 7:49

## Formazione
- Christoph "Lupus" Lindemann – voce, chitarra
- Christoph "Tiger" Bartelt – batteria, organo, voce
- Simon Bouteloup – basso